# Endokannabinoider
Endokannabinoider (eCB) är kroppsegna (endogena) hormoner och signalsubstanser, som tillsammans med sina receptorer utgör endocannabinoida systemet. Deras kemiska sammansättning skiljer sig från cannabinoider, som finns i växten Cannabis sativa, men vars verkan påminner om hormonerna. Endokannabinoiderna upptäcktes under slutet av 1980-talet. 

## Kemi och former
Endokannabinoider är lipider som bildas genom att enzymer vid behov bryter ner fosfolipider och triglycerider i nervceller eller i kroppen. Flera former endokannabinoider är kända, däribland anandamider och 2-arakidonylglyceroler. Sedan de bildats kan de verka omedelbart. Anandamider bildas och verkar som reaktion på aktivering av D2-receptorer, och kan antingen söka sig till en receptor på cellmembranet eller migrera tillbaka till cellen där den bildats och omvandlas ytterligare. 2-arakidonylglycerol bildas som respons på flera nervaktiviteter, och kan liksom anandamider antingen söka sig till en receptor eller migrera tillbaka. 

## Verkningsmekanism
De binder till särskilda G-proteinkopplade receptorer (cannabinoidreceptorer, CBr), vilka finns i hjärnan och nervsystemet, samt perifert i bl.a. fettvävnad, bukspottkörteln, smaklökarna, lymfocyter och makrofager. De kan också binda till andra receptorer, varmed deras verkan moduleras. 

## Effekter
Anandamider orsakar hypotoni, ökar den motoriska aktiviteten, samt fungerar analgetiskt och modulerar smärtförnimmelser. Det är också möjligt att det påverkar vissa hudreaktioner, genom att dämpa irritationsreaktioner. Endokannabinoider påverkar termoreglering, inlärning, minnesfunktioner, känsloreaktioner och aptitreglering. Det verkar också på stressaxeln.
Endokannabinoiderna reglerar andra signalsubstanser, i synnerhet under stress och vid hunger. Hormonet ökar hungern och hänger samman med leptinnivåerna, varmed högre hormonvärden hänger samman med fetma och lägre leptinnivåer, och lägre endokannabinoidnivåer med undervikt och högre leptinnivåer. Högre endokannabinoidnivåer korrelerar med förstärkt sötmaupplevelse hos möss. För höga värden endokannabinoider kan troligen förändra placeringen av fettdepåerna och ge bukfetma. För höga värden hänger troligen också samman med hyperglykemi och höga blodfetter (dyslipidemier). Prolaktin och gonadotropin hämmas av endokannabinoider, medan adrenokortikotropiskt hormon möjligen ökar.
Endokannabinoider påverkar ämnesomsättningen, genom att interagera med TSH och tyroxin. Påverkan kan dock moduleras av sköldkörtelstatus. Eutyroida verkar påverkas mest, medan hypertyroida inte påverkas alls. Sannolikt sker påverkan på basalomsättningen via TSH, som reagerar direkt på endokannabinoiderna och sedan reglerar sköldkörtelhormonerna. Till skillnad från när sköldkörteln är sjuk, uppstår ett tillstånd av låga värden av både TSH och tyroxin vid förhöjda nivåer endokannabinoider. Trijodtyroninet påverkas inte av nivåhöjningen.
Som endogent analgetikum verkar endokannabinoider lindra hyperalgesi. När det binder till CB1-receptorn hämmar det glutamatets signalöverföring, men glutamat i hippocampus frisätter 2-arakidonylglycerol, som sedan med negativ feedback sänker glutamatnivåerna. I hjärnbarken och basala ganglierna samverkar endokannabinoiderna med dopamin i fråga om motorisk hyperaktivitet, och spelar förmodligen en roll för utvecklingen av motoriska störningar. 